# 太閤左文字
太閤左文字（たいこうさもんじ）は、南北朝時代に作られたとされる日本刀（短刀）。日本の国宝に指定されており、広島県福山市のふくやま美術館が所蔵する。所蔵館による名称表記は《短刀　銘左／筑州住》（号じゅらく（太閤左文字））であるが、聚楽左文字と呼称されることもある。

## 概要
鎌倉時代末期から南北朝時代初頭に博多にて活躍していた左文字によって作られた短刀である。左文字という名称は、「左衛門三郎」の略とされる「左」の一文字を刀銘に切ったことからその名で呼ばれるようになったものである。左衛門三郎は従来日本刀にあった直線的な刃文から、波打ちくっきりと浮き立つように見える刃文へと転換したことで、華やかで洗練された作風へと転換したことで知られている。以後は門弟に継承され、左文字派の全盛期を築いたとされる。本作は短刀として小ぶりであるが、左文字作中もっとも出来の良いものであり、同工の作風を遺憾なく発揮した傑作と評されている。
太閤左文字の名称の由来は、太閤秀吉遺愛の一振りであることによるものであるが、所蔵館であるふくやま美術館の解説によれば、この名称は昭和時代に名付けられたものだという。本阿弥光徳が秀吉蔵刀を絵図にした光徳刀絵図（埋忠寿斉本）には、本作が掲載されており「同（御物）　志ゆらく　七寸八分半」と注記がされていることから、じゅらく（聚楽）の号があったことも判明している。秀吉から徳川家康に贈られており、その後は秀忠の指料となったとされている。その後遠江国浜松藩主である井上正就へ下賜され、昭和初期まで井上家に伝来していた。
昭和4、5年頃に井上子爵家の入札が行われた際に、本作を欲した長尾米子（わかもと製薬の創業メンバーの一人、長尾よねとも称す）の求めに応じて、刀剣研究者である本間順治の仲介を経て長尾の下に渡る。1933年（昭和8年）7月25日に長尾欽弥（米子の夫）名義で重要美術品に認定され、1934年（昭和9年）1月30日には、同人名義で国宝保存法に基づく国宝（旧国宝）に指定される。その後、文化財保護法施行後の1952年（昭和27年）11月22日に国宝に指定された。その後、所有者が転々としていたが、直近では食品容器の製造・販売等を手掛ける株式会社エフピコの創業者である小松安弘が所持していた。これは、2002年（平成14年）、エフピコの競合会社が会社更生法の申請をされたため、エフピコがスポンサーとして会社を引受けたところ、その会社には巣鴨にあった日本刀装具美術館も含まれていた。本作はその美術館に収蔵されていたものであり、コレクションの散逸を防ぐために小松が自身の資産として引き受けたものである。2007年（平成19年）からは福山市の観光振興に役立てるためとふくやま美術館へ寄託していたが、小松の逝去に伴い2018年（平成30年）11月に小松の遺志を継いだ妻の啓子が小松安弘コレクションとして全14口（国宝7口、重要文化財6口、特別重要刀剣1口）を福山市へ寄贈したため、ふくやま美術館の収蔵物となった。

## 作風

### 刀身
刃長（はちょう、切先と棟区の直線距離）は23.6センチメートル、元幅（もとはば、刃から棟まで直線の長さ）は2.3センチメートル。造込（つくりこみ）は平造り、三ツ棟である。鍛えは、小板目（こいため、板材の表面のような文様のうち細かく詰まったもの）よくつみ、地沸（じにえ、平地の部分に鋼の粒子が銀砂をまいたように細かくきらきらと輝いて見えるもの）が細かにつき明るく冴える。
刃文（はもん）は、小湾れ（このたれ、ゆったりと波打つような刃文）に互の目（ぐのめ、丸い碁石が連続したように規則的な丸みを帯びた刃文）交じり、小沸よくつく。

### 外装
本作には江戸時代後期の作とみられる金襴包合口腰刀拵が付属している。

### 用語解説
- 作風節のカッコ内解説及び用語解説については、刀剣春秋編集部『日本刀を嗜む』に準拠する。

1. ↑  「造込」は、刃の付け方や刀身の断面形状の違いなど形状の区分けのことを指す[9]。
2. ↑  「鍛え」は、別名で地鉄や地肌とも呼ばれており、刃の濃いグレーや薄いグレーが折り重なって見えてる文様のことである[10]。これらの文様は原料の鉄を折り返しては延ばすのを繰り返す鍛錬を経て、鍛着した面が線となって刀身表面に現れるものであり、1つの刀に様々な文様（肌）が現れる中で、最も強く出ている文様を指している[10]。
3. ↑  「刃文」は、赤く焼けた刀身を水で焼き入れを行った際に、急冷することであられる刃部分の白い模様である[11]。焼き入れ時に焼付土を刀身につけるが、地鉄部分と刃部分の焼付土の厚みが異なるので急冷時に温度差が生じることで鉄の組織が変化して発生する[11]。この焼付土の付け方によって刃文が変化するため、流派や刀工の特徴がよく表れる[11]。